# Política de Camboya
La Constitución Política de Camboya actual data de 1993 producto de una coalición entre los diferentes partidos con la autoexclusión del partido de los jemeres rojos los cuales fundaron su propio gobierno en el territorio que todavía estaba bajo su control (equivalente al 10 % del territorio nacional paralelo a la frontera con Tailandia). Los términos y esperanzas de dicha Carta Política corresponden a las expectativas surgidas en un país que había sufrido una historia macabra de guerras tanto externas como interinas y que habían hecho perder varias generaciones en la oscuridad desde 1970.
La decisión de conservar la figura política del rey como símbolo de la unidad nacional revela esa intención de inspirarse en el antiguo esplendor nacional, pero a la misma vez con el ideal de que el país ingrese en un esquema moderno basado en un régimen multipartidista, liberal y democrático. En su preámbulo, la Carta Política asegura el respeto y la defensa de los derechos humanos y la intención de avanzar hacia el progreso, el desarrollo, la prosperidad y la gloria.

## Monarquía constitucional
De los derechos y obligaciones de los camboyanos.
Se destaca que tienen derecho al sufragio universal todos los camboyanos mayores de 18 años y a ser elegidos los mayores de 25. La Constitución de 1993, al suscribir todos los derechos internacionales humanitarios – derechos humanos, de la mujer, del niño, derecho internacional humanitario – abolió definitivamente la pena de muerte.
De la misma manera, Camboya se declaró país neutral y como tal una nación no-nuclear ni aliada de ninguna potencia militar extranjera.

## Política
La Carta Política adoptó el liberalismo democrático multipartidista con la separación de los tres poderes políticos: ejecutivo, legislativo y judicial.
- Ejecutivo o estatal está dirigido por el Real Gobierno de su majestad el rey de Camboya está conformado por un Consejo de Ministros liderado a su vez por el primer ministro.
- Legislativo: la Asamblea Nacional, unicameral, está constituida por 120 miembros elegidos por sufragio universal por un periodo de cinco años.
- Judicial: la Suprema Corte de Justicia.

El país se divide administrativamente en 21 provincias, las cuales a su vez se constituyen de municipios y estos de distritos.
También la Carta Política de 1993 abolió el servicio militar obligatorio, aunque, según estadísticas del 2002, el Ejército Real contaba con 125 mil hombres.